# Forcipomyia corinneae
Forcipomyia corinneae är en tvåvingeart som beskrevs av Gosseries 1989. Forcipomyia corinneae ingår i släktet Forcipomyia och familjen svidknott. Inga underarter finns listade i Catalogue of Life.